# Turbo (groupe polonais)
 (juillet 2017).
Si vous disposez d'ouvrages ou d'articles de référence ou si vous connaissez des sites web de qualité traitant du thème abordé ici, merci de compléter l'article en donnant les références utiles à sa vérifiabilité et en les liant à la section « Notes et références ».
Pour les articles homonymes, voir Turbo.
Turbo est un groupe de heavy metal polonais, formé en janvier 1980 à Poznań par Henryk Tomczak. Son album le plus connu est Kawaleria Szatana, sorti en 1986.

## Membres

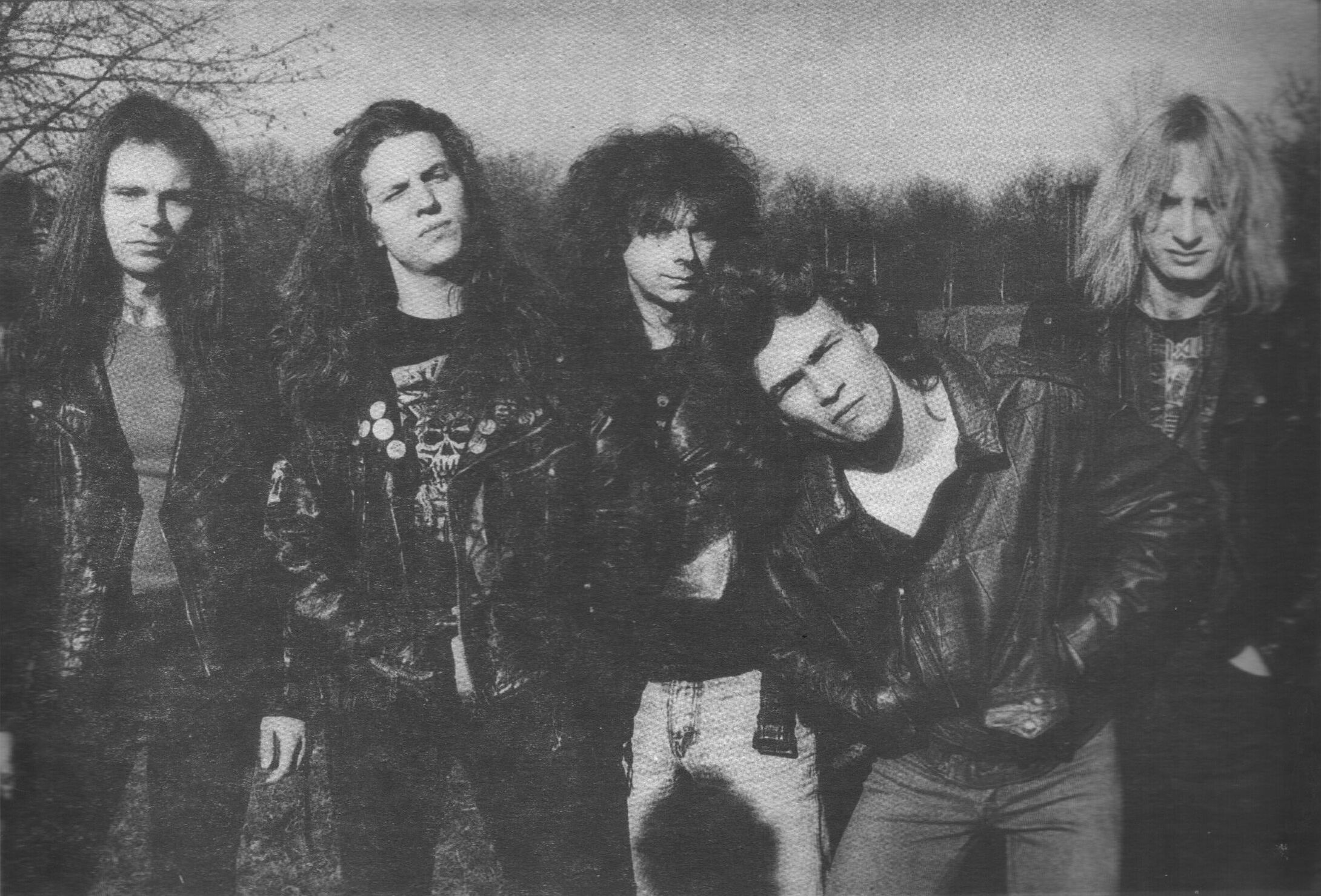
Turbo dans les années 1990.

### Membres actuels
- Wojciech Hoffmann : guitare (1980–1992, depuis 1995)
- Bogusz Rutkiewicz : basse (1983–1988, depuis 1995)
- Mario "Bobiś" Bobkowski : batterie (2000–2001, depuis 2011)
- Tomasz Struszczyk : chant (2007– )

### Anciens membres
- Piotr Krystek : chant (1980–1981)
- Wojciech Sowula : chant (1980)
- Grzegorz Kupczyk : chant (1981–1990, 1995–2007)
- Henryk Tomczak : basse (1980–1981)
- Piotr Przybylski : basse (1981–1983)
- Andrzej Łysów : guitare (1981–1988), basse(1988–1990)
- Tomasz "Lemmy Demolator" Olszewski : basse (1990–1991)
- Radosław Kaczmarek : basse(1991–1992)
- Marcin Białożyk : guitare (1991–1992)
- Dominik Jokiel : guitare (2001–2014)
- Robert Friedrich : guitare, chant (1988–1991)
- Wojciech Anioła : batterie (1980–1983)
- Przemysław Pahl : batterie (1983–1984, 1985)
- Alan Sors : batterie (1983–1986)
- Tomasz Goehs : batterie (1986–1991, 1995)
- Daniel Cybusz : batterie (1991–1992)
- Szymon Ziomkowski : batterie (1995–2000)
- Tomasz "Krzyżyk" Krzyżaniak : batterie (2001–2011)
- Krzysztof "Tercjusz" Kurczewski : guitare (2014–2016)

## Discographie

### Albums studio
- 1982 : Dorosłe dzieci
- 1985 : Smak ciszy
- 1986 : Kawaleria Szatana
- 1987 : Ostatni wojownik
- 1988 : Last Warrior
- 1989 : Epidemie
- 1990 : Dead End
- 1990 : Epidemic
- 1992 : One Way
- 2001 : Awatar
- 2004 : Tożsamość
- 2009 : Strażnik światła
- 2013 : Piąty żywioł

### Albums live
- 1987 : Alive!
- 2009 : Akustycznie
- 2014 : In the Court of the Lizard